# Pingwin (postać fikcyjna)
Pingwin (ang. Penguin; alter ego Oswald Chesterfield Cobblepot) – fikcyjna postać (złoczyńca), pojawiająca się w komiksach o Batmanie, wydawanych przez DC Comics oraz wszelkich adaptacjach tychże komiksów. Twórcami Pingwina byli twórcy Batmana: rysownik Bob Kane i scenarzysta Bill Finger, którzy wprowadzili postać w magazynie Detective Comics vol. 1 #58 (grudzień 1941). Według Boba Kane’a postać była inspirowana rysunkiem pingwina z cylindrem i laską, będącego maskotką marki papierosów Kool, produkowanych przez przedsiębiorstwo R.J. Reynolds Tobacco Company. Bill Finger twierdził zaś, że inspiracją był pingwin cesarski, który kojarzył mu się z dżentelmenami w smokingach, wywodzącymi się z klasy wyższej

## Charakterystyka
Pingwin jest jednym z ważniejszych wrogów Batmana i przestępców w Gotham City. Jest gangsterem i złodziejem. Z powodu niskiego wzrostu, wielkiego nosa i sporej tuszy przypomina trochę pingwina. Jego znakami rozpoznawczymi są cylinder, parasol, w którym ukrywa swoje bronie (karabin, nóż sprężynowy, gaz etc.) i umiłowanie do ptaków. Podobnie jak Bruce Wayne jest bardzo bogaty, ale w przeciwieństwie do niego jest prostacki, samolubny i arogancki. Jest niewątpliwym szaleńcem, co jednak nie zakłóca jego zdolności logicznego myślenia. Główną przyczyną szaleństwa była nadopiekuńczość rodziców (m.in. kazali mu wciąż nosić parasol w obawie przed zapaleniem płuc), a także odrzucenie przez rówieśników.

## Występowanie

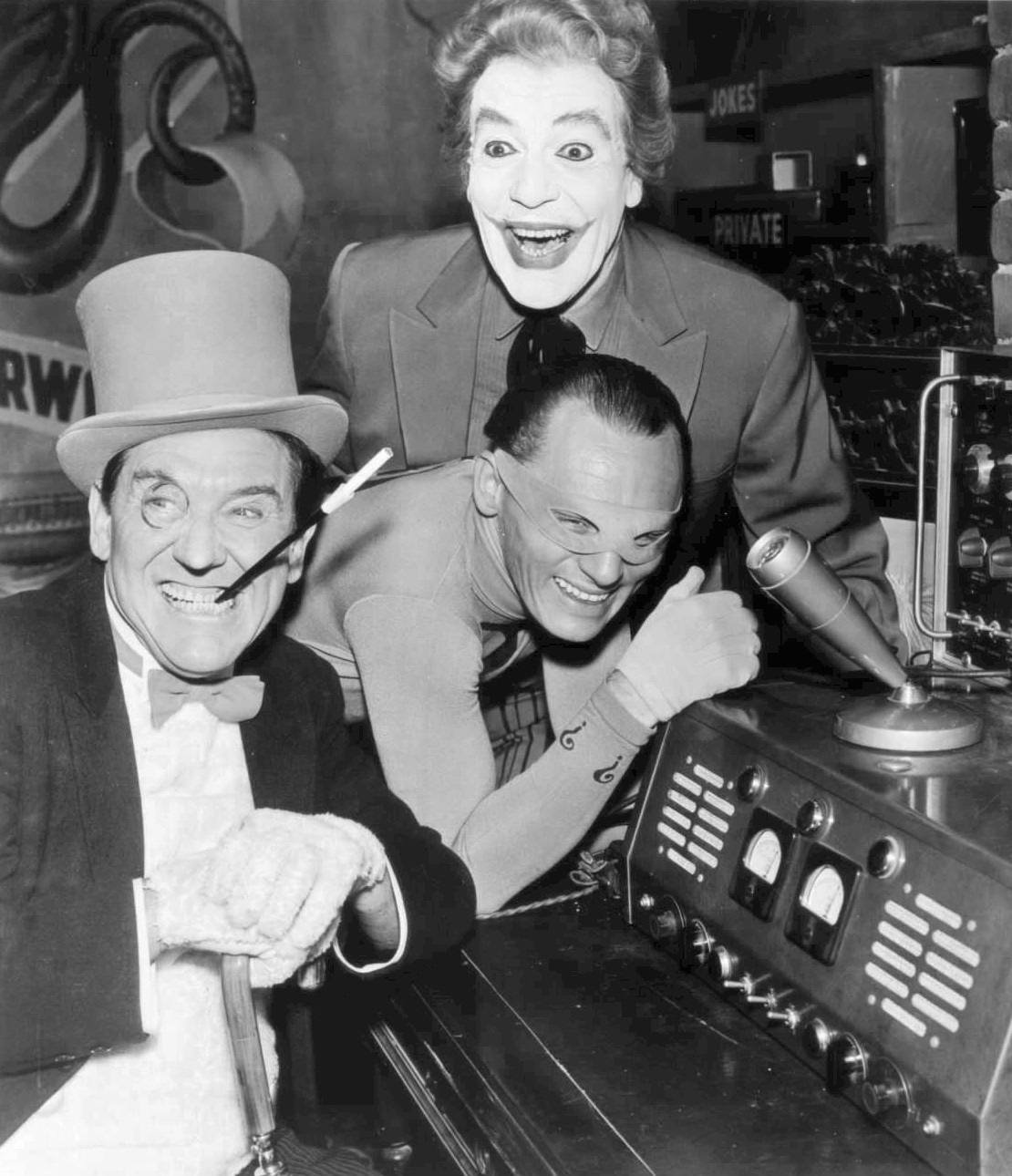
Zdjęcie złoczyńców Gotham. Od lewej: Pingwin Burgess Meredith, Człowiek-Zagadka Frank Gorshin i Joker Cesar Romero.

Pingwin poza komiksem pojawiał się również w licznych serialach i filmach animowanych, fabularnych filmach aktorskich i grach komputerowych bazujących na komiksach DC Comics. Pierwszy raz w wersji aktorskiej zadebiutował w serialu telewizyjnym Batman (Batman) i pełnometrażowym filmie Batman zbawia świat (Batman: The Movie) z lat 60. XX wieku, gdzie w role złoczyńcy wcielił się Burgess Meredith. Pingwin wystąpił w odcinkach Nowe dreszczowce Scooby’ego Doo oraz Tajemniczy wynalazek serialu animowanego Nowy Scooby Doo. W filmowej wersji z lat 90. – granej przez Danny’ego DeVito, która została ukazana w sequelu pierwszego filmu o Batmanie w reżyserii Tima Burtona pod tytułem Powrót Batmana (Batman Returns), jest o wiele bardziej dramatyczną postacią. Urodzony z trzema palcami został wyrzucony do kanałów przez bogatych rodziców, którzy się go wstydzili. Odnaleziony i wychowany przez cyrkowców wraca po latach aby się zemścić chcąc uśmiercić dzieci najbogatszych ludzi w Gotham City. Wersja Pingwina z trzema palcami była później wykorzystywana w serialu animowanym Batman (Batman: The Animated Series) i niektórych komiksach np. Długie Halloween (Batman: The Long Halloween) i Batman: Dark Victory. Pingwin występował w serialu Batman: Odważni i bezwzględni z 2008 roku. W serialu Gotham rolę młodszej wersji Penguina (z czasów przed pojawieniem się Batmana) zagrał Robin Lord Taylor. Pingwin wystąpił w filmie animowanym Scooby-Doo i Batman: Odważniaki i straszaki z 2018 roku.